# رینا میلوسروا
رینا میلوسروا (انگلیسی: Rehina Myloserdova؛ زادهٔ ۹ ژوئن ۱۹۷۳) بازیکن والیبال اهل اوکراین است.